# 抓撓癖
抓撓癖，嚴重者稱摳皮症（拉丁語: dermatillomania，英語: Excoriation disorder）指一種喜歡剝除皮膚凸起部分的癖好。嚴重者屬於強迫-衝動譜系的心理健康障礙。患者表現出無法抗拒的衝動，反覆摳挖自己的皮膚，甚至傷口未愈合時強行除痂，即使這種行為會導致皮膚受損、感染、留下永久疤痕乃至自殘。這種行為通常在個體感到高壓、焦慮或無聊時加劇，而在進行皮膚摳挖後，患者可能會感到暫時的心理釋放或滿足感。患者中女性比男性更多。

## 治療

### 心理治療
認知行為療法（CBT）是治療抠皮症的主要心理治療方式，尤其是專門針對此類行為的習慣逆轉訓練（HRT）和接納與承諾治療（ACT）。

### 藥物治療
SSRI、阿片类拮抗剂、抗癫痫药和谷氨酸药物可能有助於減少抠皮行為。